# Корейский квартал (Манхэттен)
Коре́йский кварта́л (англ. Koreatown, также встречается разговорное название Ки-таун, англ. K-town) — район Манхэттена в Нью-Йорке. Корейский квартал граничит с 31 и 36 улицами на Пятой авеню и Шестой авеню в Мидтауне недалеко от небоскрёба Эмпайр-Стейт-Билдинга и штаб квартиры Macy’s.

## Описание

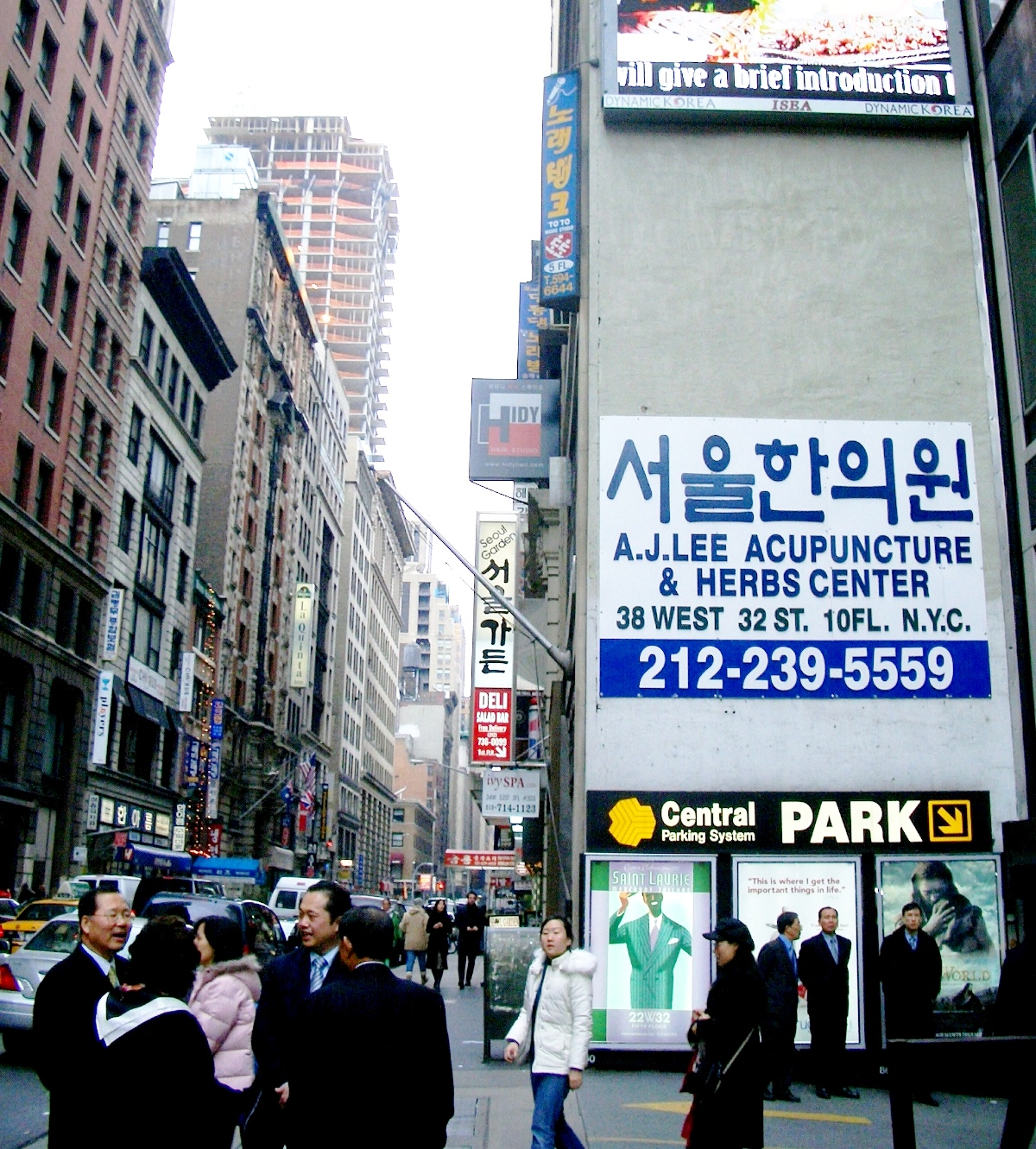
Переулок в Корейском квартале

Корейский квартал является деловым районом. Несмотря на его название, корейцы не составляют этнического большинства. Таким образом, квартал не является этническим анклавом. Тем не менее, в последнее время наблюдается интенсивный прирост корейского и белого населения.
Изначально на месте квартала не планировалось создание делового района. Однако близость к Эмпайр-стейт-билдинг и большой поток туристов послужили стимулом к его возведению. Район находится рядом с швейным кварталом, представляя собой средоточие возможностей для быстрого карьерного роста. Первыми публичными заведениями Корейского квартала были книжный магазин корейской литературы и считанное число корейских ресторанов. Со временем заведений становилось всё больше, вместе с этим росло и количество корейских иммигрантов. Наряду с корейскими кварталами в округе Берген штата Нью-Джерси и на севере боро Куинс Нью-Йорка район является основным средоточием американских корейцев в США. Совокупная их численность оценивается в 201 393 человека.
Это вторая по размеру диаспора этнических корейцев вне Кореи. По данным на 2000 год, 46 % жителей квартала и его окрестностей были азиатами.

## «Корейский путь»
Центр Корейского квартала находится на 32 стрит между Пятой авеню и Бродвеем. Официально он известен как «Корейский путь». Здесь сосредоточено значительное количество магазинов и ресторанов. Из-за острой нехватки площади многие учреждения располагаются в одном здании на нескольких этажах. По оценке корейской торговой палаты, здесь ведёт деятельность более 100 малых предприятий. В Корейском квартале находится множество круглосуточных ресторанов корейской кухни, а также смешанной (корейской и китайской кухонь), несколько пекарен, продуктовые магазины, супермаркеты, книжный магазин корейской литературы, канцелярские магазины, салоны красоты, ночные клубы, бары, караоке-клубы, сервис-провайдеры, медицинские заведения, банки и отели.